# Ursula A. J. Becher
Ursula A. J. Becher (* 13. Juni 1934 in Düsseldorf; † 14. März 2023 in Hilden) war eine deutsche Historikerin, Geschichtsdidaktikerin und Hochschullehrerin.

## Leben
Nach dem Abitur am Helene-Lange-Gymnasium in Düsseldorf studierte Ursula A. J. Becher von 1954 bis 1956 an der Pädagogischen Akademie Aachen. 1959 legte sie das zweite Staatsexamen ab. In den Jahren 1962/63 arbeitete sie im Rahmen eines Austauschprogramms für ein Jahr als Sprachassistentin an einem französischen Gymnasium in Clermont-Ferrand und absolvierte parallel dazu ein Studienjahr an der dortigen Universität. Nach ihrer Rückkehr aus Frankreich unterrichtete sie weiterhin an der Düsseldorfer Schule.
Ab 1966 arbeitete Becher als pädagogische Mitarbeiterin am Seminar für Didaktik der Geschichte der Justus-Liebig-Universität in Gießen. Hier traf sie auf den Historiker und Geschichtsdidaktiker Friedrich J. Lucas. Sie lernte seine Geschichtsdidaktik kennen und arbeitete an deren Weiterentwicklung mit. Gleichzeitig eröffnete sich ihr die Möglichkeit eines Zweitstudiums der Fächer Geschichte, Romanistik und Philosophie. 1974 promovierte sie bei Lothar Gall mit einer Studie zur Entwicklung eines Begriffs politischer Gesellschaft in der deutschen Reichspublizistik im 18. Jahrhundert. 1974 wechselte sie zur Ruhr-Universität Bochum. Dort wurde sie wissenschaftliche Assistentin am Lehrstuhl Neuere Geschichte III (Jörn Rüsen). 1983 erfolgte mit einer Studie zur Geschichte der französischen Geschichtswissenschaft im 19. Jahrhundert ihre Habilitation. Im Anschluss war sie Privatdozentin an der Fakultät für Geschichtswissenschaft der Ruhr-Universität Bochum und übernahm zudem Lehrstuhlvertretungen in Bochum und Gießen.
Im Jahr 1986 erhielt sie einen Ruf an die Katholische Universität Eichstätt. Dort lehrte sie als Professorin für Theorie und Didaktik der Geschichte. Von 1992 bis zur Emeritierung im Jahr 2000 war sie Direktorin des Georg-Eckert-Instituts für internationale Schulbuchforschung in Braunschweig und wirkte mit in der Deutsch-Polnischen Schulbuchkommission und weiteren internationalen Kooperationsprojekten des Instituts.

## Forschung und Lehre
Ihre Forschungsschwerpunkte waren die Geschichte der Geschichtswissenschaft, die Mentalitäts- und Kulturgeschichte im 18. Jahrhundert, die Bildungsgeschichte von Frauen sowie theoretische Grundlagen einer Didaktik der Geschichte.

## Schriften (Auswahl)

### Monographien
- Geschichte des modernen Lebensstils. Essen – Wohnen – Freizeit – Reisen, München 1990, ISBN 978-3-406-34445-9.
- Geschichtsinteresse und historischer Diskurs. Ein Beitrag zur Geschichte der französischen Geschichtswissenschaft im 19. Jahrhundert, Stuttgart 1986 (= Studien zur modernen Geschichte. Bd. 23), ISBN 978-3-515-04237-6.
- Politische Gesellschaft. Studien zur Genese bürgerlicher Öffentlichkeit in Deutschland, Göttingen 1978 (= Veröffentlichungen des Max-Planck-Instituts für Geschichte. Bd. 47), ISBN 978-3-52535370-7.
- Der implizite Leser der Historiographie. Zur didaktischen Dimension der Geschichtswissenschaft, München 1989 (= Eichstätter Hochschulreden. Bd. 72), ISBN 978-3-597-30072-2.

### Herausgeberschaften
- zus. mit Wlodzimierz Borodziej u. Robert Maier (Hrsg.): Deutschland und Polen im zwanzigsten Jahrhundert. Analysen – Quellen – didaktische Hinweise. Hahn, Hannover 2001, ISBN 3-88304-141-6.
- zus. mit Rainer Riemenschneider u. Roderich Henry (Hrsg.): Internationale Verständigung. 25 Jahre Georg-Eckert-Institut für internationale Schulbuchforschung in Braunschweig (= Studien zur internationalen Schulbuchforschung. Schriftenreihe des Georg-Eckert-Instituts. Band 100). Hahn, Hannover 2000, ISBN 3-88304-300-1.
- Grenzen und Ambivalenzen. Analysen zum Deutschlandbild in den Niederlanden und in niederländischen Schulbüchern (= Studien zur internationalen Schulbuchforschung. Schriftenreihe des Georg-Eckert-Instituts. Band 87). Diesterweg, Frankfurt am Main 1996, ISBN 3-88304-287-0.
- zus. mit Jörn Rüsen (Hrsg.): Weiblichkeit in geschichtlicher Perspektive. Fallstudien und Reflexionen zu Grundproblemen der historischen Frauenforschung. Suhrkamp, Frankfurt am Main 1988, ISBN 3-518-28325-1.
- zus. mit Klaus Bergmann (Hrsg.): Geschichte – Nutzen oder Nachteil für das Leben? Sammelband zum 10jährigen Bestehen der Zeitschrift „Geschichtsdidaktik“ (= Studien – Materialien. Band 43). Schwann, Düsseldorf 1986, ISBN 3-590-18055-2.
- zus. mit Klaus Bergmann, Ulrich Mayer, Hans-Jürgen Pandel, Walter Petzinger (Hrsg.): Geschichte als engagierte Wissenschaft. Zur Theorie einer Geschichtsdidaktik (= Anmerkungen und Argumente zur historischen und politischen Bildung). Klett, Stuttgart 1985, ISBN 3-12-920292-7.